# Psychotria sangeana
Psychotria sangeana là một loài thực vật có hoa trong họ Thiến thảo. Loài này được (Miq.) Merr. miêu tả khoa học đầu tiên năm 1954.